# William McChesney Martin
William McChesney Martin (ur. 17 grudnia 1906 w St. Louis, zm. 27 lipca 1998) – amerykański działacz państwowy.
W latach 1951–1970 był Przewodniczącym Rady Gubernatorów Systemu Rezerwy Federalnej.
Przez wiele lat związany z tenisem. Był prezydentem Narodowej Fundacji Tenisowej oraz Międzynarodowej Tenisowej Galerii Sławy (w 1992 nadano mu tytuł honorowego przewodniczącego); na listę członków Hall of Fame został wpisany w 1982. Z tenisem miał także związki rodzinne: jego żona Cynthia była córką Dwighta Davisa, fundatora Pucharu Davisa (najważniejszego drużynowego trofeum w tenisie).